# Pratt & Whitney F100
Pratt & Whitney F100 (designado pelo fabricante JTF22) é um motor do tipo Turbofan fabricado pela Pratt & Whitney e utilizado nos caças F-15 Eagle e F-16 Fighting Falcon.

## Historia
Em 1967 a Marinha e Força Aérea dos Estados Unidos associaram-se em busca de um motor tipo turbofan para equipar os aviões dos programas F-X (F-15 Eagle) e V-FX (F-14 Tomcat). Essa associação resultou num programa chamado Advanced Turbine Engine Gas Generator (ATEGG). Após 3 anos de testes a Pratt & Whitney venceu a concorrência para fornecer os turbofans F100-PW-100 (Força Aérea) e F401-PW-400 (Marinha). Posteriormente a Marinha cancelaria seu pedido, optando por outro turbofan (Pratt & Whitney TF30- já utilizado pelo F-111) para equipar seu V-FX.

## Variantes

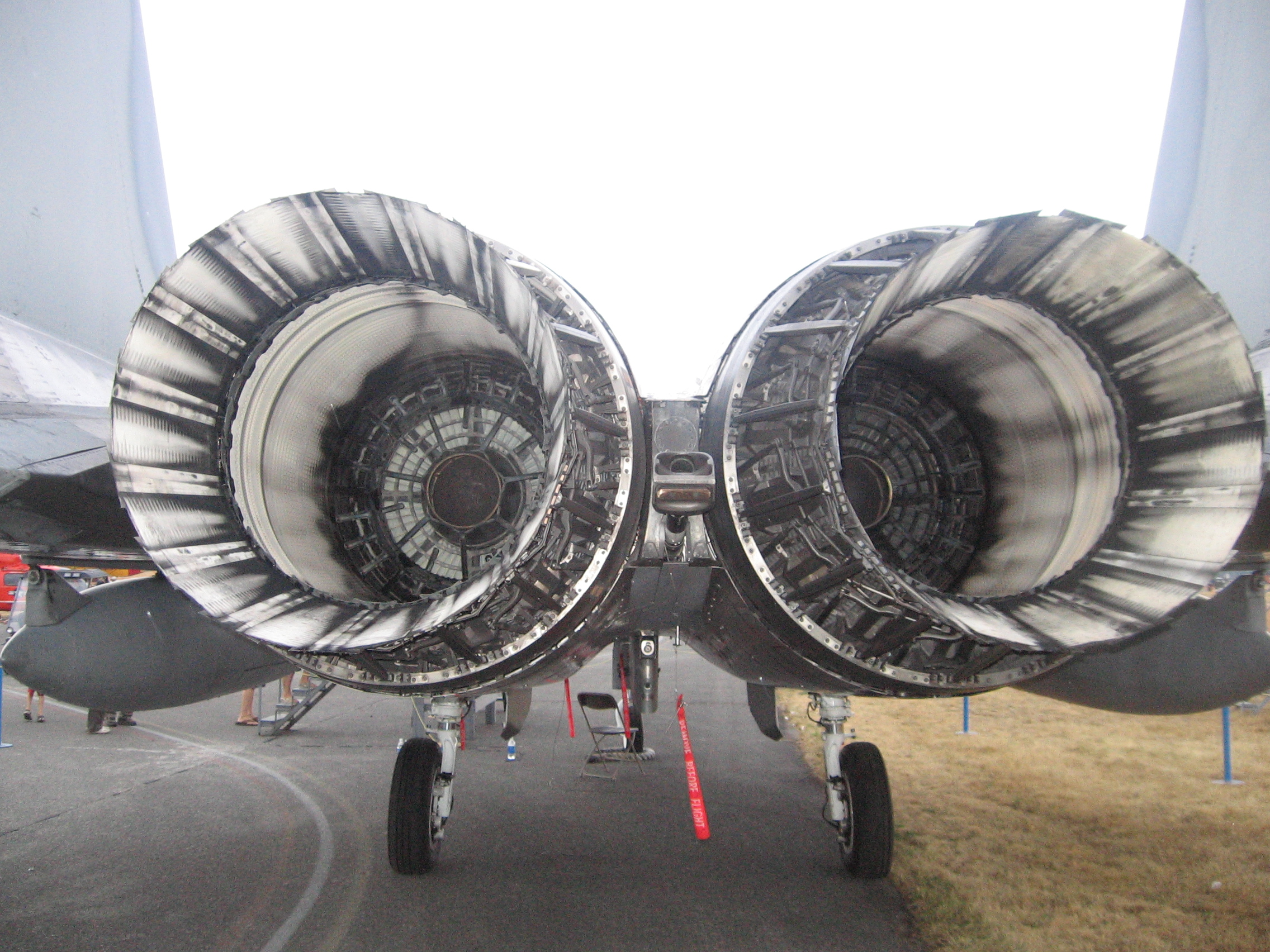
Saída dos motores de um F-15 E

### F100-PW-100
O F100-PW-100 foi o primeiro turbofan construído, sendo utilizado no protótipo do YF-15 em 1972. Devido ao seu projeto avançado, O F-100-PW-100 sofreu muitos problemas como desgaste elevado, partida dura dos turbofans durante a Pós-combustão entre outros. Após muitos testes e modificações no projeto, alguns desses problemas foram sanados, mas o F-100-PW-100 ,ainda ativo na USAF, ainda tem fama (entre pilotos e mecânicos) de ser temperamental.

### F100-PW-200
O F100-PW-200 é uma versão modificada do F100-PW-100. A Força Aérea buscava uma forma de diminuir os custos do programa Alternative Fighter Engine (AFE) (programa destinado a adquirir motores mais eficientes e econômicos no consumo e manutenção) , iniciado em 1984, onde o motor seria escolhido através de concurso. Os F-16C/D Block 30/32s foram os primeiros a utilizar esse turbofan , sendo que sua fuselagem foi projetada para receber tanto o atual motor quanto os antigos General Electric F110.

### F100-PW-220/220E
Versão modernizada, introduzida em 1986. Essa versão estabeleceu a maior taxa de segurança operacional da história da Força Aérea dos Estados Unidos.

### F100-PW-229
Versão modernizada em 1989 através de melhorias desenvolvidas nos motores Pratt & Whitney F119 (utilizada no F-22 Raptor) e Pratt & Whitney F135 (utilizada no F-35 Lightning II). Equipa o F-15E Strike Eagle além dos F-16 modernizados recentemente. 

## Utilização
As diversas variantes do turbofan F100 equipam as seguintes aeronaves:
- F-15 Eagle
- F-15E Strike Eagle
- F-16 Fighting Falcon
- X-47B Pegasus

## Especificações

### F100-PW-220
Dados de: 
Características gerais
- Tipo: Turbofan de pós-combustão
- Comprimento: 4,90 m (16,1 ft)
- Diâmetro: 0,88 m (2,89 ft) entrada, 1,18 m (3,87 ft) máxima externa.
- Peso seco: 1 467 kg (3 230 lb)

Componentes
- Compressor: Bobina dupla compressor axial
- Razão de diluição: 0.63:1
- Combustores: anulares

Performance
- Empuxo máximo: 6 617,96 kgf (64 900 N) empuxo militar; 10 778,4 kgf (106 000 N) em pós-combustão
- Razão de pressão total: 25:1
- Consumo específico de combustível: Empuxo militar: (0.73 lb/(lbf·h))
- Razão empuxo por peso: 7.4:1

### F100-PW-229
Dados de: 
Características gerais
- Tipo: Turbofan de pós-combustão
- Comprimento: 4,90 m (16,1 ft)
- Diâmetro: 0,88 m (2,89 ft) entrada, 1,18 m (3,87 ft) máxima externa.
- Peso seco: 1 700 kg (3 750 lb)

Componentes
- Compressor: Bobina dupla compressor axial com 10 estágios e 3 ventoinhas
- Razão de diluição: 0.36:1
- Combustores: anulares
- Turbina: 2 estágios de baixa pressão e 2 estágios de alta pressão

Performance
- Empuxo máximo: 8 055,76 kgf (79 000 N) empuxo militar; 13 225,72 kgf (130 000 N) em pós-combustão
- Razão de pressão total: 32:1
- Temperatura de entrada da turbina: 1 350 °C (2 460 °F)[7]
- Consumo específico de combustível: Empuxo militar: 0.76 lb/(lbf·h) (77.5 kg/(kN·h)); Pós-combustão completo: 1.94 lb/(lbf·h) (197.8 kg/(kN·h))
- Razão empuxo por peso: 7.8:1

## Versão derivada
- Pratt & Whitney PW1120

## Turbofans comparáveis
- General Electric F110
- Shenyang WS-10